# Coquimbita
La coquimbita es un mineral de la clase de los minerales sulfatos, y dentro de esta pertenece al llamado “grupo de la coquimbita”. Fue descubierta en la región de Coquimbo (Chile), siendo nombrada así por August Breithaupt en 1841 por esta localización.

## Características físicas y químicas
Es un mineral dimorfo con la paracoquimbita, que cristaliza en el sistema hexagonal. Visualmente indistinguible de la aluminocoquimbita. Altamente hidratada es similar a la lausenita y la kornelita, mientras que con baja hidratación es similar a la quenstedtita.
La composición química es un sulfato hidratado de hierro. Además de los elementos de su fórmula, suele llevar como impureza aluminio. Es soluble en agua. Su color aparente cambia dependiendo del tipo de luz, solar o de lámparas de incandescencia

## Formación y yacimientos
Típicamente un mineral secundario en las porciones oxidadas de los depósitos del sulfuro del hierro de la intemperización en regiones áridas, más raramente asociada con actividad fumarólica. Suele encontrarse asociado a otros minerales como: copiapita, paracoquimbita, voltaíta, szomolnokita o roemerita.
Es un mineral relativamente frecuente, aunque los ejemplares con buenos cristales no lo son tanto. Se conocen desde hace mucho tiempo los ejemplares de la mina Alcaparrosa,y en Chuquicamata,  en Calama, Antofagasta (Chile). Los mayores cristales conocidos, de tamaño superior al centímetro, se han encontrado en la mina Javier, en Huacuas, Ayacucho (Perú). En España era muy abundante en algunas cámaras de las labores subterráneas de la zona de Pozo Alfredo, en la minas de Riotinto (Huelva), en las que, como pequeños cristales, asociada a voltaíta, copiapita y otros sulfatos, tapizaba superficies de decenas de metros cuadrados. Estas formaciones desaparecieron al permitirse la inundación de la mina en la década del 2000.